# Titles
"Titles" is een lied van de hand van John Lees geschreven voor  de Britse band Barclay James Harvest. Het werd de derde track van hun Time honoured ghosts uit 1975. 

## Achtergrond
"Titles" is een arrangement  door zanger en gitarist John Lees en geproduceerd door Elliot Mazer. Het nummer bestaat volledig uit titels van liedjes van The Beatles, waaronder "All you need is love", "Lady Madonna" en "Let it be". Het concept is bedacht door Lees en toetsenist Woolly Wolstenholme. Het nummer is niet de enige link tussen Barclay James Harvest en The Beatles, zo speelde Lees op het nummer "Galadriel" op dezelfde gitaar waar John Lennon in 1969 op speelde tijdens het laatste optreden van The Beatles, en schreef hij het nummer "John Lennon's guitar" over deze gitaar.
Soms wordt ten onrechte gedacht dat "Titles" een nummer is van Electric Light Orchestra, aangezien zij in "Beatles forever" eveneens voornamelijk titels van Beatles-nummers in de tekst benoemen. Saillant detail daarbij is dat BJH in 1975 toerde met ELO. 

## Single
Op 14 november 1975 werd Titles uitgebracht als de eerste single van het album. In de Nederland persing werd In my life (geschreven door Lees) de B-kant. De single werd enkel in Nederland een hit. Het bereikte de negende plaats in de Top 40 en de elfde plaats in de Nationale Hitparade. Ter promotie speelde de band het nummer in het televisieprogramma Toppop in de uitzending van 19 december 1975. Titles uit 1975 en Life is for living uit 1981 zijn de enige twee singles van BJH die de Nederlandse hitparades belanden; België kent geen enkele BJH-notering. Het was desalniettemin onvoldoende om ook het album in de Nederlandse en Belgische albumlijsten te krijgen. 

## Hitnoteringen

### Nederlandse Top 40
| Hitnotering: 03-01-1976 t/m 31-01-1976 | Hitnotering: 03-01-1976 t/m 31-01-1976 | Hitnotering: 03-01-1976 t/m 31-01-1976 | Hitnotering: 03-01-1976 t/m 31-01-1976 | Hitnotering: 03-01-1976 t/m 31-01-1976 | Hitnotering: 03-01-1976 t/m 31-01-1976 | Hitnotering: 03-01-1976 t/m 31-01-1976 |
| Week                                   | 1                                      | 2                                      | 3                                      | 4                                      | 5                                      |                                        |
| -------------------------------------- | -------------------------------------- | -------------------------------------- | -------------------------------------- | -------------------------------------- | -------------------------------------- | -------------------------------------- |
| Positie                                | 23                                     | 13                                     | 9                                      | 14                                     | 33                                     | uit                                    |

### Nationale Hitparade
| Hitnotering: 03-01-1976 t/m 24-01-1976 | Hitnotering: 03-01-1976 t/m 24-01-1976 | Hitnotering: 03-01-1976 t/m 24-01-1976 | Hitnotering: 03-01-1976 t/m 24-01-1976 | Hitnotering: 03-01-1976 t/m 24-01-1976 | Hitnotering: 03-01-1976 t/m 24-01-1976 |
| Week                                   | 1                                      | 2                                      | 3                                      | 4                                      |                                        |
| -------------------------------------- | -------------------------------------- | -------------------------------------- | -------------------------------------- | -------------------------------------- | -------------------------------------- |
| Positie                                | 22                                     | 11                                     | 15                                     | 20                                     | uit                                    |

### NPO Radio 2 Top 2000
| Nummer met noteringen in de NPO Radio 2 Top 2000 | '99 | '00 | '01 | '02 | '03 | '04  | '05  | '06  | '07  | '08  | '09  | '10  | '11  | '12  | '13  | '14  |
| ------------------------------------------------ | --- | --- | --- | --- | --- | ---- | ---- | ---- | ---- | ---- | ---- | ---- | ---- | ---- | ---- | ---- |
| Titles                                           | 934 | 525 | 536 | 805 | 932 | 1130 | 1385 | 1833 | 1208 | 1232 | 1882 | 1814 | 1980 | 1858 | 1936 | 1997 |

1. ↑  Een vetgedrukt getal geeft de hoogste notering aan.
2. ↑  Deze tabel is bijgewerkt tot en met de laatste editie (2024).